# Antepipona lemuriensis
Antepipona lemuriensis är en stekelart som först beskrevs av Giordani Soika 1941.  Antepipona lemuriensis ingår i släktet Antepipona och familjen Eumenidae. Inga underarter finns listade i Catalogue of Life.